# Guglielmo Miglietta

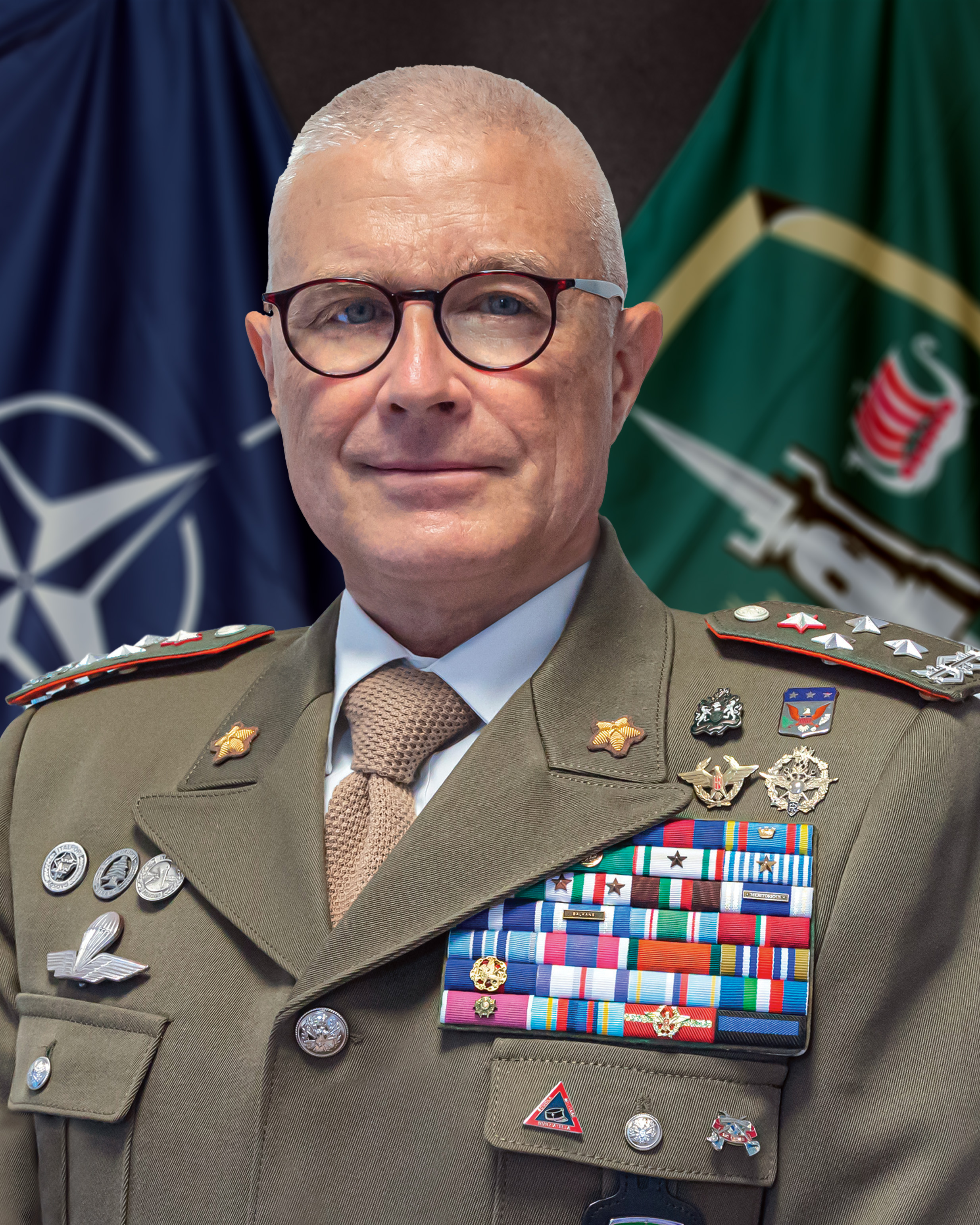
Guglielmo Luigi Miglietta (2022)

Guglielmo Luigi Miglietta (* 11. August 1961 in Lecce) ist ein italienischer Generale di corpo d’armata con incarichi speciali und war bis zum 11. Juni 2025 Befehlshaber des Allied Joint Forces Command der NATO in Brunssum (Niederlande).

## Leben
Luigi Miglietta trat 1977 in die italienischen Streitkräfte ein und absolvierte seine Ausbildung an der Scuola Militare Nunziatella in Neapel bis 1979. Von 1982 bis 1984 war er an der Scuola di Applicazione in Turin. Bis 1992 war er anschließend im 1. Kavallerieregiment Nizza Cavalleria (Brigata alpina “Taurinense”) als Zugführer, Kompaniechef und Operationschef eingesetzt. Danach wechselte er zurück nach Turin an die Scuola di Applicazione und führte dort einen Hörsaal bis 1997. Bis 1998 war er als Dozent am Centro Alti Studi per la Difesa. Zum Stabsoffizier befördert war er anschließend in der Öffentlichkeitsarbeit der italienischen Landstreitkräfte tätig. Von 1999 bis 2000 führte er ein Bataillon im Reggimento “Savoia Cavalleria” (3º) und von 2005 bis 2006 als Regimentskommandeur das Reggimento “Lancieri di Montebello” (8º).
Als Generalstabsoffizier war er von 2010 bis 2011 Kommandeur der Brigata di cavalleria “Pozzuolo del Friuli” und bis 2012 Leiter des Comando Operativo di vertice Interforze. Dann übernahm er zunächst als stellvertretender Leiter die Planungsabteilung im Generalstab der Landstreitkräfte, bevor er anschließend zum Leiter ernannt wurde und 2015 den gleichen Posten im Generalstab der gesamten Streitkräfte (Stato Maggiore della Difesa) übernahm.
Im Jahr 2022 übernahm er das Kommando über das Allied Joint Force Command Brunssum vom General des Heeres der Bundeswehr Jörg Vollmer. Dieses Kommando gab er am 11. Juni 2025 an den General der Luftwaffe der Bundeswehr Ingo Gerhartz ab.
Auslandseinsätze führten ihn nach Albanien, in den Kosovo sowie in den Libanon.
Miglietta ist seit 1992 verheiratet.